# Ministri per i disabili della Francia
Questo articolo mostra l'elenco dei membri del governo francese responsabili delle politiche delle persone con disabilità.
Le date indicate sono le date di assunzione o di cessazione dalle funzioni, che generalmente sono il giorno antecedente la data sul Journal officiel in cui è apparso il decreto di nomina.

## Quinta Repubblica
| Ministro o segretario di Stato | Incarico                                                                             | Ministro di vigilanza | Incarico                                                                         | Governo                             | Inizio            | Fine             |
| ------------------------------ | ------------------------------------------------------------------------------------ | --------------------- | -------------------------------------------------------------------------------- | ----------------------------------- | ----------------- | ---------------- |
| Marie-Madeleine Dienesch       | Segretario di Stato                                                                  | Maurice Schumann      | Ministro di Stato per gli affari sociali                                         | Couve de Murville                   | 12 luglio 1968    | 20 giugno 1969   |
| Marie-Madeleine Dienesch       | Segretario di Stato                                                                  | Robert Boulin         | Ministro della sanità pubblica e della previdenza sociale                        | Chaban-Delmas                       | 22 giugno 1969    | 18 luglio 1969   |
| Marie-Madeleine Dienesch       | Segretario di Stato per l'azione sociale e la riabilitazione                         | Robert Boulin         | Ministro della sanità pubblica e della previdenza sociale                        | Chaban-Delmas                       | 18 luglio 1969    | 5 luglio 1972    |
| Marie-Madeleine Dienesch       | Segretario di Stato per l'azione sociale e la riabilitazione                         | Jean Foyer            | Ministro della sanità pubblica                                                   | Messmer I                           | 6 luglio 1972     | 2 aprile 1973    |
| Marie-Madeleine Dienesch       | Segretariodi Stato                                                                   | Michel Poniatowski    | Ministro della sanità pubblica e della previdenza sociale                        | Messmer II e II                     | 5 aprile 1973     | 28 maggio 1974   |
| René Lenoir                    | Segretario di Stato per l'azione sociale                                             | Simone Veil           | Ministro della sanità                                                            | Chirac I Barre I                    | 28 maggio 1974    | 29 marzo 1977    |
| René Lenoir                    | Segretario di Stato                                                                  | Simone Veil           | Ministro della sanità e della previdenza sociale                                 | Barre II                            | 1º aprile 1977    | 6 aprile 1978    |
| Daniel Hoeffel                 | Segretario di Stato                                                                  | Simone Veil           | Ministro della salute e della famiglia                                           | Barre III                           | 6 aprile 1978     | 4 luglio 1979    |
| Daniel Hoeffel                 | Segretario di Stato                                                                  | Jacques Barrot        | Ministro della sanità e della previdenza sociale                                 | Barre III                           | 4 luglio 1979     | 2 ottobre 1980   |
| Rémy Montagne                  | Segretario di Stato                                                                  | Jacques Barrot        | Ministro della sanità e della previdenza sociale                                 | Barre III                           | 2 ottobre 1980    | 22 maggio 1981   |
| Nessuno                        | Nessuno                                                                              | Nessuno               | Nessuno                                                                          | Mauroy I, II e III Fabius Chirac II | 22 maggio 1981    | 10 maggio 1988   |
| Catherine Trautmann            | Segretario di Stato per gli anziani e i disabili                                     | Michel Delebarre      | Ministro degli affari sociali e dell'occupazione                                 | Rocard I                            | 13 maggio 1988    | 28 giugno 1988   |
| Michel Gillibert               | Segretario di Stato per i disabili e gli incidenti della vita                        | Claude Évin           | Ministro della solidarietà, della salute e della protezione Sociale              | Rocard II                           | 28 giugno 1988    | 2 ottobre 1990   |
| Michel Gillibert               | Segretario di Stato per i disabili e gli incidenti della vita                        | Claude Évin           | Ministro degli affari sociali e della solidarietà                                | Rocard II                           | 2 ottobre 1990    | 17 maggio 1991   |
| Michel Gillibert               | Segretario di Stato per i disabili e gli incidenti della vita                        | Jean-Louis Bianco     | Ministro degli affari sociali e dell'integrazione                                | Cresson                             | 17 maggio 1991    | 4 aprile 1992    |
| Michel Gillibert               | Segretario di Stato per i disabili                                                   | René Teulade          | Ministro degli affari sociali e dell'integrazione                                | Bérégovoy                           | 4 aprile 1992     | 30 marzo 1993    |
| Nessuno                        | Nessuno                                                                              | Nessuno               | Nessuno                                                                          | Balladur Juppé I e II               | 30 marzo 1993     | 2 giugno 1997    |
| Nessuno                        | Nessuno                                                                              | Martine Aubry         | Ministro dell'occupazione e della solidarietà                                    | Jospin                              | 4 giugno 1997     | 17 novembre 1998 |
| Bernard Kouchner               | Segretario di Stato per la sanità e l'azione sociale                                 | Martine Aubry         | Ministro dell'occupazione e della solidarietà                                    | Jospin                              | 17 novembre 1998  | 28 luglio 1999   |
| Dominique Gillot               | Segretario di Stato per la sanità e l'azione sociale                                 | Martine Aubry         | Ministro dell'occupazione e della solidarietà                                    | Jospin                              | 28 luglio 1999    | 27 marzo 2000    |
| Dominique Gillot               | Segretario di Stato per la sanità e i disabili                                       | Martine Aubry         | Ministro dell'occupazione e della solidarietà                                    | Jospin                              | 27 marzo 2000     | 18 ottobre 2000  |
| Dominique Gillot               | Segretario di Stato per la sanità e i disabili                                       | Élisabeth Guigou      | Ministro dell'occupazione e della solidarietà                                    | Jospin                              | 18 ottobre 2000   | 6 febbraio 2001  |
| Dominique Gillot               | Segretario di Stato per gli anziani e le persone con disabilità                      | Élisabeth Guigou      | Ministro dell'occupazione e della solidarietà                                    | Jospin                              | 6 febbraio 2001   | 27 marzo 2001    |
| Ségolène Royal                 | Ministro delegato per la famiglia, l'infanzia e le persone con disabilità            | Élisabeth Guigou      | Ministro dell'occupazione e della solidarietà                                    | Jospin                              | 27 marzo 2001     | 7 maggio 2002    |
| Jean-François Mattei           | Ministro della salute, della famiglia e delle persone con disabilità                 | Esercizio completo    | Esercizio completo                                                               | Raffarin I                          | 7 maggio 2002     | 17 giugno 2002   |
| Marie-Thérèse Boisseau         | Segretario di Stato per le persone con disabilità                                    | Jean-François Mattei  | Ministro della salute, della famiglia e delle persone con disabilità             | Raffarin II                         | 17 giugno 2002    | 30 marzo 2004    |
| Marie-Anne Montchamp           | Segretario di Stato per le persone con disabilità                                    | Philippe Douste-Blazy | Ministro della sanità e della protezione sociale                                 | Raffarin III                        | 31 marzo 2004     | 28 novembre 2004 |
| Marie-Anne Montchamp           | Segretario di Stato per le persone con disabilità                                    | Philippe Douste-Blazy | Ministro della solidarietà, della salute e della famiglia                        | Raffarin III                        | 29 novembre 2004  | 31 maggio 2005   |
| Philippe Bas                   | Ministro delegato alla previdenza sociale, agli anziani, ai disabili e alle famiglie | Xavier Bertrand       | Ministro della salute e della solidarietà                                        | de Villepin                         | 2 giugno 2005     | 26 marzo 2007    |
| Nessuno                        | Nessuno                                                                              | Philippe Bas          | Ministro della salute e della solidarietà                                        | de Villepin                         | 26 marzo 2007     | 15 maggio 2007   |
| Nessuno                        | Nessuno                                                                              | Nessuno               | Nessuno                                                                          | Fillon I, II e III                  | 18 maggio 2007    | 10 maggio 2012   |
| Marie-Arlette Carlotti         | Ministro delegato responsabile delle persone con disabilità                          | Marisol Touraine      | Ministro degli affari sociali e della sanità                                     | Ayrault I                           | 16 maggio 2012    | 20 giugno 2012   |
| Marie-Arlette Carlotti         | Ministro delegato in materia di persone con disabilità e lotta all'esclusione        | Marisol Touraine      | Ministro degli affari sociali e della sanità                                     | Ayrault II                          | 21 giugno 2012    | 31 marzo 2014    |
| Ségolène Neuville              | Segretario di Stato per le persone con disabilità e la lotta contro l'esclusione     | Marisol Touraine      | Ministro degli affari sociali e della sanità                                     | Valls I                             | 9 aprile 2014     | 25 agosto 2014   |
| Ségolène Neuville              | Segretario di Stato per le persone con disabilità e la lotta contro l'esclusione     | Marisol Touraine      | Ministro degli affari sociali, della salute e dei diritti delle donne            | Valls II                            | 26 agosto 2014    | 11 febbraio 2016 |
| Ségolène Neuville              | Segretario di Stato per le persone con disabilità e la lotta contro l'esclusione     | Marisol Touraine      | Ministro degli affari sociali e della sanità                                     | Valls II                            | 11 febbraio 2016  | 6 dicembre 2016  |
| Ségolène Neuville              | Segretario di Stato per le persone con disabilità e la lotta contro l'esclusione     | Marisol Touraine      | Ministro degli affari sociali e della sanità                                     | Cazeneuve                           | 6 dicembre 2016   | 15 maggio 2017   |
| Sophie Cluzel                  | Segretario di Stato per le persone con disabilità                                    | Édouard Philippe      | Primo ministro                                                                   | Philippe I e II                     | 17 maggio 2017    | 7 luglio 2020    |
| Sophie Cluzel                  | Segretario di Stato per le persone con disabilità                                    | Jean Castex           | Primo ministro                                                                   | Castex                              | 26 luglio 2020    | 20 maggio 2022   |
| Damien Abad                    | Ministro della solidarietà, dell'autonomia e delle persone con disabilità            | Esercizio completo    | Esercizio completo                                                               | Borne                               | 20 maggio 2022    | 4 luglio 2022    |
| Geneviève Darrieussecq         | Ministro delegato responsabile delle persone con disabilità                          | Jean-Christophe Combe | Ministro della solidarietà, dell'autonomia e delle persone con disabilità        | Borne                               | 4 luglio 2022     | 20 luglio 2023   |
| Fadila Khattabi                | Ministro delegato responsabile delle persone con disabilità                          | Aurore Bergé          | Ministro della solidarietà e della famiglia                                      | Borne                               | 20 luglio 2023    | 11 gennaio 2024  |
| Fadila Khattabi                | Ministro delegato per gli anziani e le persone con disabilità                        | Catherine Vautrin     | Ministro del lavoro, della salute e della solidarietà                            | Attal                               | 8 febbraio 2024   | in carica        |
| Charlotte Parmentier-Lecocq    | Ministro delegato responsabile delle persone con disabilità                          | Paul Christophe       | Ministro della solidarietà, dell'autonomia e dell'uguaglianza tra donne e uomini | Barnier                             | 27 settembre 2024 | 23 dicembre 2024 |
| Charlotte Parmentier-Lecocq    | Ministro delegato in materia di autonomia e disabilità                               | Catherine Vautrin     | Ministro del lavoro, della salute, della solidarietà e della famiglia            | Bayrou                              | 23 dicembre 2024  | in carica        |